# Platrugzeeschildpad
De platrugzeeschildpad (Natator depressus) is een schildpad uit de familie zeeschildpadden (Chelonidae).
De platrugzeeschildpad leeft zoals alle zeeschildpadden in de zee en alleen de vrouwtjes komen op het land om de eitjes te begraven. Het verspreidingsgebied beslaat het oosten van de Indische Oceaan, westelijke delen van de Grote Oceaan en de kustwateren van noordelijk en noordoostelijk Australië. Het verspreidingsgebied is tamelijk klein in vergelijking met dat van andere zeeschildpadden. De schildpad leeft in ondiepe wateren met een modderige of zanderige bodem en niet op open zee. Vanwege het kwetsbare schild worden rotsige omgevingen vermeden.
De platrugzeeschildpad is een carnivoor die verhoudingsgewijs meer vlees eet in vergelijking met andere soorten zeeschildpadden. Op het menu staan voornamelijk zeekomkommers; dit zijn langzame dieren die op de zeebodem leven.
De schildpad is sterker verwant aan de soepschildpad dan aan alle andere soorten zeeschildpadden en is hiermee ook lange tijd verward. Het is een vrij kleine soort die een schildlengte bereikt van ongeveer 90 centimeter en een lichaamsgewicht van ongeveer 60 kilogram. Volwassen exemplaren zijn in één oogopslag te herkennen aan het platte schild en de wat opstaande randen van het rugschild, die bij geen enkele andere zeeschildpad voorkomen.

## Naamgeving en taxonomie
De Nederlandstalige naam platrugzeeschildpad slaat op het relatief platte schild in vergelijking met de andere zeeschildpadden. Ook wordt soms de naam platte soepschildpad gebruikt, omdat de platrugzeeschildpad en de soepschildpad nauwer aan elkaar verwant zijn dan aan andere zeeschildpadden. Een andere benaming die wordt gebruikt voor deze soort is platrugschildpad
Ook in andere talen wordt verwezen naar het relatief platte schild, zoals het Engelse 'flatback sea turtle' en het Franse 'Chélonée à dos plat'. In het Duits wordt de naam 'Wallriffschildkröte' gebruikt, wat vertaald kan worden als Groot Barrièrerif-schildpad. Ook de naam 'australische Suppenschildkröte' wordt gebruikt wat verwijst naar de vermeende verwantschap met de soepschildpad.
De soort werd voor het eerst wetenschappelijk beschreven door Samuel Garman in 1880. Oorspronkelijk werd de naam Chelonia depressa gebruikt, tegenwoordig is alleen de soepschildpad een vertegenwoordiger van het monotypische geslacht Chelonia. De schildpad is later ook beschreven onder de wetenschappelijke naam Natator tessellatus. De wetenschappelijke geslachtsnaam Natator is Latijn voor zwemmer en de soortnaam depressus betekent vrij vertaald afgeplat.

## Verspreiding en habitat

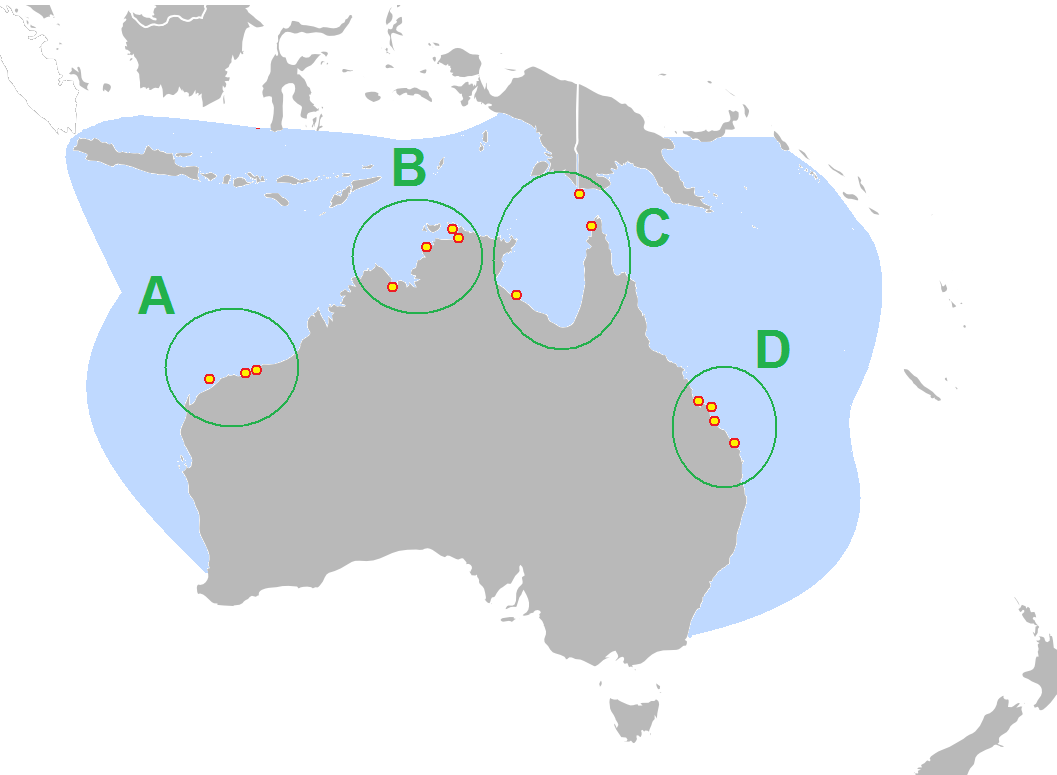
Verspreidingsgebied in het blauw, de belangrijkste neststranden zijn met rode stippen aangegeven, zie tekst.

De meeste zeeschildpadden hebben een zeer uitgestrekt verspreidingsgebied en komen vrijwel wereldwijd voor. Sommige soorten trekken vele duizenden kilometers van de voedselgebieden naar de eiafzetplaatsen. De platrugzeeschildpad is samen met de Kemps zeeschildpad de enige met een heel beperkt verspreidingsgebied. De platrugzeeschildpad is de enige zeeschildpad die nog nooit in Europa is waargenomen. Het verspreidingsgebied van de platrugzeeschildpad bestaat uit drie met elkaar verbonden delen. In het noordwesten komt de soort voor in het oostelijke deel van de Indische Oceaan, in het noordoosten is de schildpad te vinden in het zuidwesten en westelijk centrale deel van de Grote Oceaan. In het oosten komt de platrugzeeschildpad voor in de kustgebieden in het noordoosten en oosten van Australië.
De nesten worden afgezet van noordelijk West-Australië en oostwaarts langs de kust van Noordelijk Territorium tot Queensland op ongeveer 25 graden zuiderbreedte bij de stad Mon Repos. Er zijn vier belangrijke gebieden met meerdere neststranden die worden onderscheiden. Op de verspreidingskaart rechts zijn de belangrijkste neststranden weergegeven en de vier groene cirkels geven de verschillende genetische variaties aan. De belangrijkste neststranden in het westen (A) zijn van links naar rechts Barrow Island, Mundabullangana en Cemetery Beach. De stranden in het noorden (B) zijn van links naar rechts Cape Domett (links), Bare Sand Island (midden), Field Island (rechtsonder) en Greenhill Island (rechtsboven). De stranden in het noordoosten (C) zijn van zuid naar noord Sir Edward Pellew Island, Crab Island en Deliverance Island. De stranden in het oosten (D) zijn van noord naar zuid Wild Duck Island, Peak Island, Curtis Island en Woongarra Coast.
Bij het zoeken naar voedsel kan de schildpad verder van de neststranden worden aangetroffen; van ten zuiden van de Steenbokskeerkring in het zuiden tot delen van Papoea-Nieuw-Guinea in het noorden van het verspreidingsgebied.
De platrugzeeschildpad komt alleen voor langs de kust rond de continentale plaat van Australië. De schildpad mijdt de open zee en blijft in de warmere wateren waar het dier graag aan de oppervlakte drijft om zich op te warmen aan de zon. De platrugzeeschildpad spendeert veel tijd aan het opwarmen van het lichaam door al drijvend aan het wateroppervlak te zonnebaden. Vogels die over zee vliegen landen regelmatig op het rugschild van de schildpad om uit te rusten wat door de schildpad wordt getolereerd. De platrugzeeschildpad is alleen te vinden in relatief ondiepe wateren die niet dieper zijn dan 70 meter. De schildpad komt alleen in wateren met een zachte bodem, rotsachtige delen van de kustwateren worden vermeden. Dit heeft waarschijnlijk te maken met het zachte, kwetsbare schild dat gemakkelijk beschadigd raakt.

## Uiterlijke kenmerken

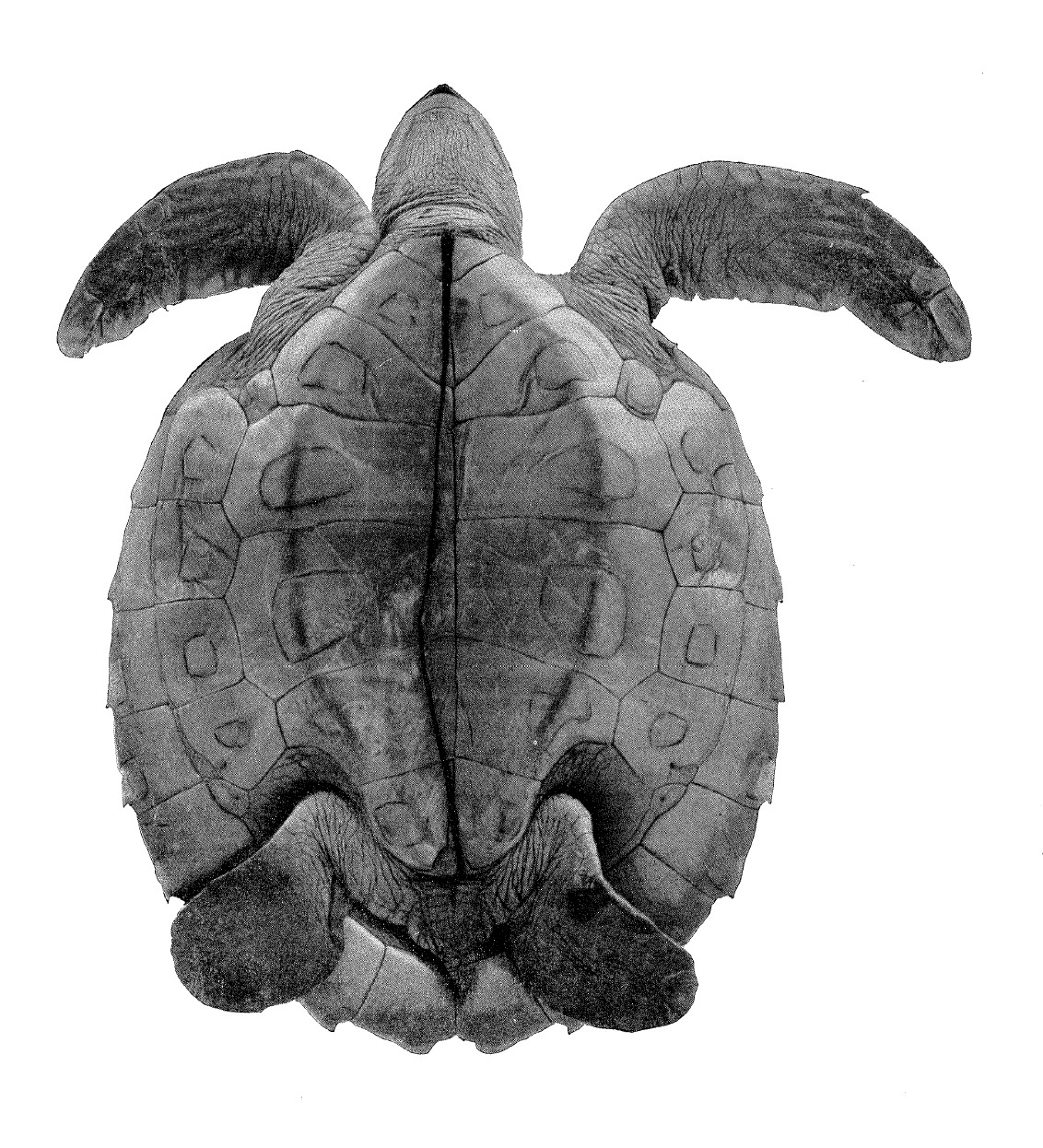
Buikzijde van een opengesneden juveniel. Duidelijk te zien is dat de achterpoten een wezenlijk andere vorm hebben dan de voorpoten.

De platrugzeeschildpad is een relatief kleine soort die aan de lichaamskleur en de schildkenmerken kan worden onderscheiden van andere zeeschildpadden.

### Kop, poten en staart
De kop van de schildpad is te onderscheiden aan het enkele paar prefrontaalschubben, net zoals bij de soepschildpad het geval is. Alle andere soorten zeeschildpadden hebben twee paar prefrontalen. De bek van de schildpad heeft geen gekartelde rand en de bovenkaak steekt slechts iets uit ten opzichte van het deel aan de onderkaak.
Zoals bij alle zeeschildpadden worden de voorpoten veel groter dan de achterpoten. De voor- en achterpoten zijn omgevormd tot flippers en de vingers en tenen zijn niet meer te onderscheiden. Aan iedere poot is een klein klauwtje aanwezig aan de binnenzijde, dit is het restant van de eerste teen of vinger.
De staart is bij de mannetjes duidelijk dikker en langer dan die van de vrouwtjes. De staart heeft geen functie meer bij de voortbeweging zoals bij andere reptielen het geval is.

### Schild
De soort is makkelijk van andere zeeschildpadden te onderscheiden door het afgeplatte rugschild, het schild van de volwassen exemplaren is niet stekelachtig aan de achterzijde zoals de karetschildpad (Eretmochelys imbricata) en heeft geen kielen. Juvenielen hebben overigens wel een opstaande rand op het midden van het schild die vervaagt naarmate het dier ouder wordt. Oudere dieren zijn in één oogopslag te herkennen aan de wat omhoog gekrulde schildranden, die juvenielen echter nog niet hebben. Met name aan de achterzijde van het rugschild staan de randen wat omhoog. De maximale schildlengte is 115 centimeter, de schildkleur is bruin tot grijsgroen en het schild heeft een gele rand die bij de wat donker gekleurde juveniele exemplaren beter te zien is, de onderzijde is witgrijs.
De maximale schildlengte is 114,7 centimeter maar de meeste exemplaren blijven aanmerkelijk kleiner tot ongeveer een meter. Bij jonge dieren zijn de hoornplaten aan de achterzijde van het rugschild doornachtig, bij oudere exemplaren vervagen deze punten naarmate ze ouder worden.

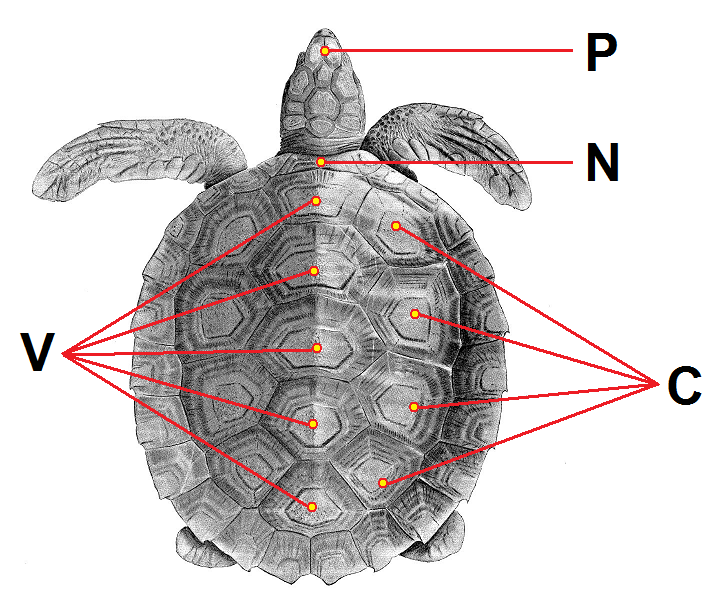
Een juveniel exemplaar waarbij de belangrijkste lichaamsdelen zijn aangegeven.

De hoornplaten op het rugschild of carapax van de platrugzeeschildpad zijn zeer dun en erg kwetsbaar; ze raken bij de geringste aanraking gemakkelijk beschadigd. Het schild is ook veel vleziger en plooibaarder dan dat van andere zeeschildpadden en het voelt enigszins slijmerig aan. Het schild van de platrugzeeschildpad draagt verhoornde, schubachtige platen die de schilden worden genoemd. De rij schilden op het midden van het schild worden de wervelschilden of ventraalschilden genoemd, dit zijn er altijd vijf bij de zeeschildpadden. Aan weerszijden hiervan zijn vier ribschilden of costalen gelegen, waarbij het voorste schild niet in contact staat met het nekschild of nuchaalschild. Veel andere zeeschildpadden hebben een afwijkende configuratie van de rugschilden. Het rugschild is grijs tot groen van kleur en nooit roodbruin. Het schild is soms bedekt met algen die het een groene kleur geven.
Het buikschild of plastron heeft een lichtgrijze kleur bij de volwassen exemplaren, bij de juvenielen is het buikschild lichter van kleur. Tussen het rugschild en het buikschild is een verbinding aanwezig die de brug wordt genoemd. Hierop zijn vier schubben gelegen die de inframarginaalschubben worden genoemd. Deze schubben hebben geen porie aan de achterrand, zoals bij sommige andere zeeschildpadden het geval is.

### Onderscheid met andere soorten
In vergelijking met de soepschildpad is de kop van de platrugzeeschildpad relatief breed en driehoekig van vorm en de soepschildpad heeft daarnaast langere voorpoten. Een roodbruine schildkleur komt nooit voor bij de platrugzeeschildpad, wat de soort onderscheidt van de karetschildpad en de onechte karetschildpad. Van Kemps zeeschildpad en de warana is de platrugzeeschildpad te onderscheiden doordat bij eerstgenoemde soorten het voorste ribschild wel het nekschild raakt en bij de platrugzeeschildpad niet.

## Voedsel en vijanden
De platrugzeeschildpad is een vleeseter (carnivoor) die voornamelijk dieren eet die op de zeebodem leven. Het menu bestaat voornamelijk uit zeekomkommers en daarnaast worden kreeftachtigen, kwallen en andere zeedieren buitgemaakt en soms wordt ook plantaardig materiaal zoals algen gegeten.
Van de juvenielen is bekend dat ze leven van slakken, koralen, zeelelies, inktvissen zoals zeekatten, kwallen en hydroïdpoliepen.
De jonge zeeschildpadjes hebben vele vijanden en worden door een breed scala aan dieren gegeten, zoals vissen en zoogdieren. Vogels die de jongen eten zijn verschillende reigers en pelikanen.
De volwassen exemplaren hebben slechts weinig vijanden vanwege de lichaamslengte en het harde schild. Aanvallen op de platrugzeeschildpad zijn alleen bekend van grote haaien en grote zeeroofdieren zoals de orka. Ook de zeekrokodil jaagt soms op de platrugzeeschildpad.
De nesten van de schildpad worden opgegraven door onder andere grote reptielen en zoogdieren, voorbeelden zijn varanen zoals de Goulds varaan (Varanus gouldii) en vossen. In delen van het verspreidingsgebied, zoals Kaap York-schiereiland, zijn door de mens geïntroduceerde varkens verantwoordelijk voor het opeten van vele eieren. In sommige gebieden eten de varkens nagenoeg alle nesten leeg.

## Voortplanting en ontwikkeling

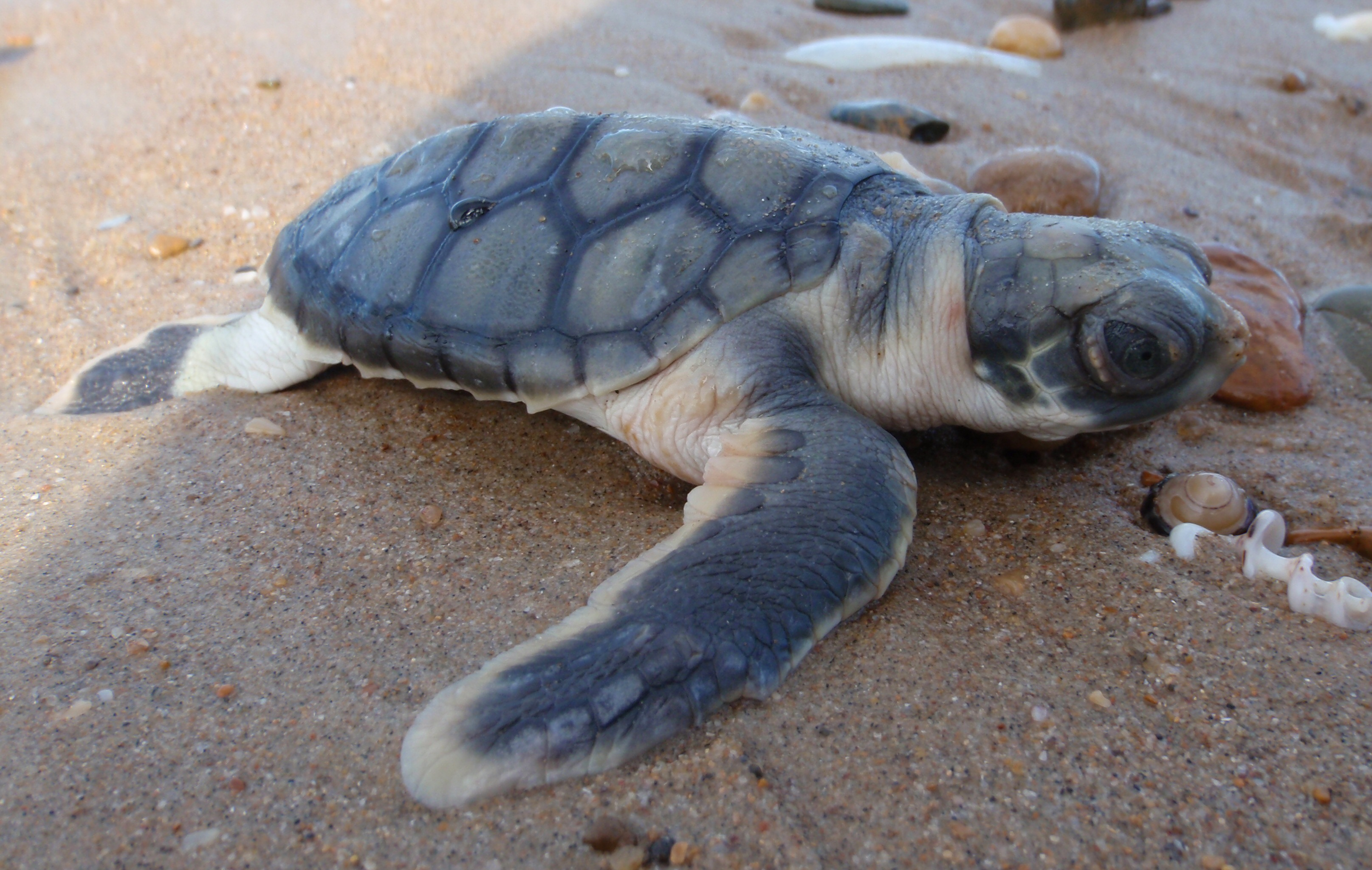
Een jong exemplaar op het strand.

Vrouwtjes zijn na ongeveer 10 jaar volwassen. De gemiddelde schildlengte van nestgravende vrouwtjes is 90,7 centimeter. De meeste nesten worden gegraven in de maanden november en december, de vrouwtjes komen 's avonds en 's nachts aan land om de eieren af te zetten. Als nestlocatie worden vaak de toppen van zandduinen gebruikt, of steile hellingen die aan de strandzijde gelegen zijn. Het nest is ovaal van vorm en meet ongeveer 20 tot 22 bij 12 tot 15 centimeter en is ongeveer 30 – 36 cm diep. De afzet van de eieren duurt ongeveer tien minuten. Het nest wordt daarna afgedekt en er wordt zand uit de omgeving opgeworpen zodat een klein hoopje ontstaat.
Een vrouwtje zet twee tot drie nesten per seizoen af, met een interval van ongeveer 15 dagen. De platrugzeeschildpad produceert een relatief klein aantal eieren in vergelijking met andere in zee levende schildpadden. De eieren van de platrugzeeschildpad zijn op die van de lederschildpad na de grootste van alle soorten.
De eitjes zijn wit van kleur en rond van vorm, ze doen denken aan grote pingpongballen. De diameter is ongeveer 52 millimeter, de eierschaal is dun en papierachtig. Het aantal eieren per nest varieert van zeven tot tachtig, gemiddeld zijn het er ongeveer 52. De incubatietijd is ongeveer anderhalve maand, de omgevingstemperatuur bepaalt het geslacht van de jonge schildpadjes. Als de temperatuur beneden 29 graden Celsius is ontstaan mannetjes en bij een hogere temperatuur ontstaan vrouwtjes. Ongeveer 25 procent van de eieren is niet levensvatbaar.
De juvenielen verlaten het nest 's nachts om confrontaties met vijanden te voorkomen. De juvenielen hebben een schildlengte van ongeveer zes centimeter en een gewicht van ongeveer 43 gram. Hiermee zijn de jongen veel groter dan die van andere soorten zeeschildpadden en zijn ongeveer de helft groter en zwaarder dan de jongen van de verwante soepschildpad. De jonge platrugzeeschildpadjes zijn verder ontwikkeld en kunnen veel beter rennen en zwemmen in vergelijking met de jongen van andere zeeschildpadden. Dit vergroot hun kans om te ontkomen aan roofdieren zoals krabben en vogels als ze zich uitgraven en zich naar zee begeven. De jonge dieren hebben een opstaande kiel op het midden van de rug. De hoornschilden zijn grijs van kleur maar de naden tussen de schilden hebben een zwarte kleur.
De jongen slapen al drijvend aan het wateroppervlak, volwassen dieren slapen vaak onder stenen en in rotsspleten. Volwassen dieren kunnen meerdere uren onder water blijven als ze rusten. In stresssituaties kan de schildpad slechts korte tijd zonder atmosferische lucht. De juvenielen groeien vrij langzaam in vergelijking met andere zeeschildpadden. Ze worden pas na enige tientallen jaren volwassen, geschat wordt dat het minstens 10 jaar duurt voor de dieren zich voortplanten. Van één vrouwtje dat als juveniel van een zender werd voorzien is bekend dat ze pas op haar 21e haar eerste nest groef. De maximale leeftijd van de platrugzeeschildpad wordt geschat op meer dan 100 jaar.

## Bedreiging en bescherming

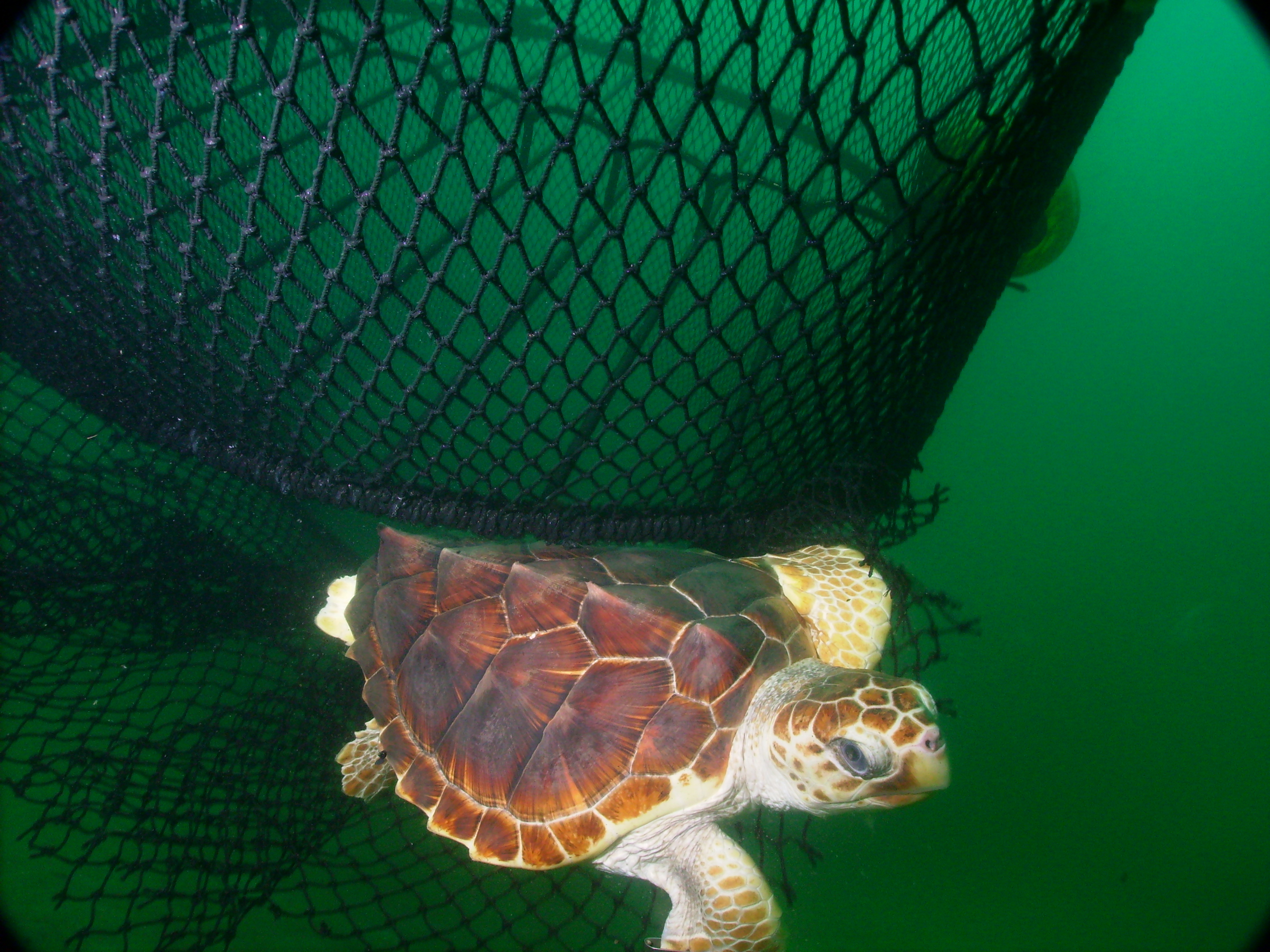
Een turtle excluder device biedt schildpadden een mogelijkheid om te ontsnappen uit een visnet. Afgebeeld is een onechte karetschildpad.

Het vlees van de platrugzeeschildpad is veel minder gewenst dan het vlees van de soepschildpad, wat waarschijnlijk komt door het carnivore dieet van de eerstgenoemde soort wat het vlees minder smakelijk maakt. De soort wordt daarom nauwelijks gevangen voor menselijk consumptie. De eieren zijn echter wel voor consumptie geschikt, en hierdoor worden de nesten strikt beschermd. De inheemse bevolking van Australië -de Aboriginals- verzamelen traditioneel de eieren van de schildpad om op te eten. Het opgraven van de nesten is voor de inheemse bevolking niet verboden, maar de regering heeft wel voorwaarden gesteld om de eieren op een verantwoordelijke wijze te rapen.
De platrugzeeschildpad wordt voornamelijk bedreigd door menselijke activiteiten, zoals de visserij. Van alle zeeschildpadden die in de netten van garnalentrawlers terechtkomen wordt deze soort het zwaarst getroffen. Geschat wordt dat in delen van het verspreidingsgebied zo'n 59% van alle schildpadden die als bijvangst worden gevangen exemplaren van de platrugzeeschildpad betreft. Ook het toerisme en recreatie zijn een bedreiging omdat de neststranden worden verstoord. Door het bouwen van infrastructuur aan de kust vindt ook lichtvervuiling plaats. Hierdoor kruipen de jonge schildpadjes niet naar zee, maar juist verder het strand op waar ze geen schijn van kans maken.
De Australische regering heeft de schildpad geclassificeerd als een kwetsbare soort in de Environment Protection and Biodiversity Conservation Act uit 1999. Ongeveer 75 procent van de neststranden in de staat Queensland is tegenwoordig gelegen in beschermde natuurgebieden. De internationale natuurbeschermingsorganisatie IUCN classificeert de schildpad onder de categorie "Onzeker" (Data Deficient of DD). Dit betekent dat er te weinig gegevens bekend zijn om over de status van de soort in het wild een harde uitspraak te doen. Het aantal nestelende vrouwtjes wordt geschat op 20.000 - 21.000 exemplaren. Het is niet bekend of de soort in aantallen of wat betreft het verspreidingsgebied vooruit of juist achteruit gaat.
De Australische visserijorganisatie Northern Prawn Fishery (NPF Industry Pty Ltd) stelde in 2000 de verplichting in om turtle excluder devices (TED's) aan te brengen in de netten van alle aangesloten visserijschepen. TED's zijn een soort kleppen in het net waardoor de schildpadden kunnen ontsnappen zodat ze niet stikken. Als gevolg hiervan daalde het aantal in netten gestikte schildpadden sterk tot ongeveer vijf procent van het aantal slachtoffers rond 1990.